# Lo straniero della valle oscura - The Dark Valley
Lo straniero della valle oscura - The Dark Valley (Das finstere Tal) è un film del 2014 diretto da Andreas Prochaska tratto dal romanzo "Das finstere Tal" scritto da Thomas Willmann e pubblicato nel 2010.

## Trama
Il film si apre con una scena in cui un giovane e una ragazza, spaventati, si nascondono nel seminterrato di un edificio in legno. Si sentono dei passi provenire dal piano superiore, quindi diversi uomini li trovano, aggrediscono brutalmente il ragazzo e trascinano via entrambi mentre la ragazza urla.
Tempo dopo, un giovane straniero arriva a cavallo in un remoto villaggio da qualche parte nelle Alpi austriache. Presentandosi come fotografo, il signor Greider diventa l'affittuario di una vedova il cui marito e figlio sono morti prematuramente. Ben presto, il nuovo arrivato scopre che l'intero villaggio è saldamente sotto il dominio di un anziano e ricco uomo chiamato Vecchio Brenner e dei suoi sei figli, ubriachi di potere. Un giorno, la vedova manda sua figlia in paese a sbrigare alcune commissioni. Greider è invitato e decide di accompagnare la giovane Luzi. Mentre Luzi fa acquisti, Greider chiede un caffè e dei chiodi da maniscalco. I fratelli Brenner lo scoprono accanto a lei nel negozio e gli ordinano di bere una grappa. Quando rifiuta educatamente dicendo di "non bere", uno dei fratelli lo picchia finché non cede.
Successivamente, uno dei fratelli Brenner muore in quello che sembra un incidente bizzarro nei boschi. Poco dopo, un altro fratello muore cadendo da una scogliera, accecato da un ramo che aveva dei chiodi conficcati. Il Vecchio Brenner trova dei chiodi negli occhi del figlio morto. Poiché Greider è sospettato di essere coinvolto in questi incidenti, si nasconde.
Nel frattempo, si scopre che i Brenner seguono le orme del loro padre. A ogni matrimonio locale, reclamano il (fittizio) diritto medievale della primae noctis; solo i genitori di Greider (la coppia dell'inizio) si erano rifiutati di sottomettersi. Per quella sfida, i Brenner avevano crocifisso il padre di Greider, ma la madre era riuscita a fuggire e a trovare rifugio in America. Il prete del villaggio continua a sostenere ciò che i Brenner fanno. Greider lo affronta in privato, rivelandogli che è lì per abbattere i Brenner. Ammette di aver ucciso i due fratelli. Dopo avergli detto che sarà il prossimo a morire, Greider gli spara.
Greider salva Luzi dalla presa dei Brenner dopo che lei ha sposato Lukas ed è stata rapita. Poi sfida i fratelli a un duello per il giorno successivo. Tuttavia, invece di aspettare, i fratelli tentano di tendergli un’imboscata nella baita isolata dove si è rifugiato. All’alba lo attaccano tutti insieme. Ne segue una sparatoria. Greider è in inferiorità numerica, quattro contro uno, ma ha il vantaggio di possedere un fucile Winchester a leva, mentre i Brenner usano solo doppiette a canna liscia o fucili ad avancarica e non hanno esperienza con armi a ripetizione. Sfruttando abilmente questo vantaggio, Greider uccide o ferisce mortalmente i quattro fratelli rimanenti.
Poi si reca per comunicare la morte dei figli al Vecchio Brenner, ma scopre che alcuni cittadini del villaggio gli sono ancora fedeli. Mentre si avvicina alla casa di Brenner, viene attaccato dal fabbro, un uomo imponente armato di un grosso uncino da tronchi. Lukas riesce a salvare Greider sparando al fabbro, ma non prima che l’uncino trafigga la spalla di Greider. Dopo lo scontro, Greider entra nella casa di Brenner e lo trova a letto. Gli mostra una foto di sua madre e gli spiega il motivo della vendetta. Il Vecchio Brenner gli rivela allora di essere suo padre, frutto dello stupro subito dalla madre di Greider la notte delle nozze, e che quindi lui ha appena ucciso i suoi fratellastri. Sapendo di stare per morire, Brenner gli chiede “di farlo in fretta” e Greider lo accontenta sparandogli al cuore.
Greider si riprende per tre settimane dalle ferite. Nel frattempo, diverse famiglie della valle chiedono che venga punito, poiché molti sono parenti dei Brenner a causa delle loro “usanze”, e perché rimangono legati all’idea conservatrice che “i padroni hanno sempre ragione”. Tuttavia, nessuno ha il coraggio di affrontarlo, e Greider sarebbe comunque in grado di ucciderli facilmente.
Con la vendetta compiuta e la consapevolezza dell’inerzia e della debolezza degli abitanti, Greider lascia la valle in silenzio, per non farvi più ritorno.

## Critica
"L'adattamento appare in alcuni elementi sovrastilizzato, ma riesce comunque a delineare l'immagine densa di atmosfera di un microcosmo in cui regnano il terrore e la violenza."
– Filmdienst Nr. 4/2014, p. 38.
"Il regista Andreas Prochaska porta il western in Alto Adige, combinando il genere tipicamente americano con elementi di un dramma alpino d’identità. Un grandioso, atmosferico e intenso dramma western-psicothriller."
– Bayerischer Rundfunk